# Birk (Emtmannsberg)
Birk ist ein Gemeindeteil der Gemeinde Emtmannsberg im Landkreis Bayreuth (Oberfranken, Bayern). Die Gemarkung Birk hat eine Fläche von 11,259 km². Sie ist in 1484 Flurstücke aufgeteilt, die eine durchschnittliche Fläche von 7587,24 m² haben. In ihr liegen neben dem namensgebenden Ort die Gemeindeteile Amoslohe, Eichen, Eichhammer, Eichschlag, Fickmühle, Linhardshaus, Oberölschnitz, Reuthaus, Seidelmühle und Unterölschnitz.

## Lage
Das Pfarrdorf liegt am Almosbach, einem linken Zufluss des Laimbachs, und ist unmittelbar von Acker- und Grünland umgeben. Im Osten schließt sich der Birker Pfarrwald an. Eine Gemeindeverbindungsstraße führt nach Draisenfeld (1,4 km nördlich) bzw. die Kreisstraße BT 17 kreuzend nach Tiefenthal (2,5 km westlich). Anliegerwege führen nach Eichhammer (1,2 km nördlich), nach Eichschlag (0,8 km östlich) und nach Fickmühle bzw. nach Amoslohe (0,5 km südlich).

## Geschichte
Der Ort wurde im Jahr 1357 als "Pirk" (Birke) erstmals urkundlich erwähnt.
Birk bildete mit Eichen, Eichhammer und Fickmühle eine Realgemeinde. Gegen Ende des 18. Jahrhunderts gab es in Birk mit Eichen 26 Anwesen. Die Hochgerichtsbarkeit und die Dorf- und Gemeindeherrschaft standen dem bayreuthischen Stadtvogteiamt Creußen zu. Grundherren waren das Hofkastenamt Bayreuth (1 Halbhof, 3 Söldengüter, 2 Söldengütlein), das Kloster Speinshart (1 Halbhof, 7 Viertelhöfe) und die Pfarrei Birk (3 Sölden, 1 Gut, 4 Gütlein, 1 Gütlein mit Wirtschaft, 1 Gütlein mit Schmiede, 1 Halbsöldengütlein, 1 Tropfhaus).
Von 1797 bis 1810 unterstand der Ort dem Justiz- und Kammeramt Pegnitz. Nachdem im Jahr 1810 das Königreich Bayern das Fürstentum Bayreuth käuflich erworben hatte, wurde Birk bayerisch. Infolge des Ersten Gemeindeedikts wurde 1812 der Steuerdistrikt Birk gebildet. Zu diesem gehörten die Orte Altenkünsberg, Eichen, Eichhammer, Eichschlag, Fickmühle, Haaghaus, Neuhof, Oberölschnitz, Oberschwarzach, Seidelmühle, Seidwitz, Tiefenthal, Unterölschnitz und Unterschwarzach. Zugleich entstand die Ruralgemeinde Birk, zu der Eichen, Eichhammer, Fickmühle, Oberölschnitz, Seidelmühle und Unterölschnitz gehörten. Sie war in Verwaltung und Gerichtsbarkeit dem Landgericht Schnabelwaid (1842 in Landgericht Pegnitz umbenannt) zugeordnet und in der Finanzverwaltung dem Rentamt Pegnitz. Mit dem Gemeindeedikt von 1818 wurde Eichschlag der Gemeinde Seidwitz überwiesen. Etwas später wurden auf dem Gemeindegebiet Amoslohe, Linhardshaus und Reuthaus gegründet. Am 1. Oktober 1857 kam Eichschlag wieder zur Gemeinde Birk. Gleichzeitig erfolgte der Wechsel der Gemeinde Birk zum Landgericht Weidenberg und zum Rentamt Bayreuth (1919 in Finanzamt Bayreuth umbenannt). Ab 1862 gehörte Birk zum Bezirksamt Bayreuth (1939 in Landkreis Bayreuth umbenannt). Die Gerichtsbarkeit blieb beim Landgericht Weidenberg (1879 in Amtsgericht Weidenberg umgewandelt), seit 1931 ist das Amtsgericht Bayreuth zuständig. Die Gemeinde hatte 1964 eine Gebietsfläche von 11,249 km². Im Rahmen der Gebietsreform in Bayern wurde die Gemeinde am 1. Mai 1978 in die Gemeinde Emtmannsberg eingegliedert.

## Baudenkmäler
- St. Veronika (Birk)[12]
- Haus Nr. 1: Pfarrhaus[12]
- Haus Nr. 12: Wohnstallhaus[12]
- Brunnen bei Haus Nr. 26[12]